# Смоленські каштеляни

Смоленські каштеляни — посадова особа Великого князівства Литовського, Речі Посполитої, що з'явилася в 1566 році серед місцевих урядників у Смоленському воєводстві. Каштелянський уряд був другим за значенням після воєводи.
- Григорій Тризна (1569—1571)
- Домінік Пац (1571—1579)
- Юрій Миколайович Зенович (1579—1583)
- Микола Пац (1583—1585)
- Сапіга Богдан Павлович (20.4.1585 — 21.5.1588)
- Станіслав Павлович Нарушевич (30.5.1588 — 1589)
- Остафій Тишкевич (1589—1590)
- Вацлав Агрипа (21.3.1590 — 1597)
- Вацлав Шемет (1597—1600)
- Ян Юрійович Зенович (18.3.1600 — 1614)
- Ян Мелешко (1615—1623)
- князь Лев Миколай Соломерецький (3.2.1623 — 1627)
- Бальтазар Стравинський (3.3.1627 — 1631)
- князь Олександр Масальський (25.2.1631 — 11.1638)
- Кшиштоф Домінік Абринський (11.1638)
- Юрій Хрептович (1639 — 29.12.1643)
- Петро Янович Рудоміно-Дусяцький (30.12.1643 — 1648)
- Євстахій Кірдей (1649—1653)
- Владислав Петрович Волович (21.4.1653 — 23.3.1656)
- Казимир Людвік Євлашевський (1656 — 13.5.1659)
- Ян Далмат-Ісайковський (20.6.1659)
- Стефан Кандзежавський (1663—1666)
- Самуель Францишек Вільчак (1666—1681)
- Петро Тишкевич (1685)
- Петро Канарський (1690)
- Кшиштоф Антоній Храповицький (1695—1703)
- князь Кароль Друцький-Соколинський (25.10.1703 — 1713)
- Кшиштоф Немирович-Щит (14.7.1713 — 1720)
- Ян Сципіон (7.11.1720 — 1738)
- Казимир Неселовський (15.12.1738 — 1752)
- Станіслав Бузинський (16.11.1752 — 1763)
- Тадеуш Бузинський (6.4.1763 — 1770)
- Андрій Зенкович (14.3.1770 — 1790)
- Антоній Сухадольський (12.11.1790 — 12.1793)